# 中国煤炭学会

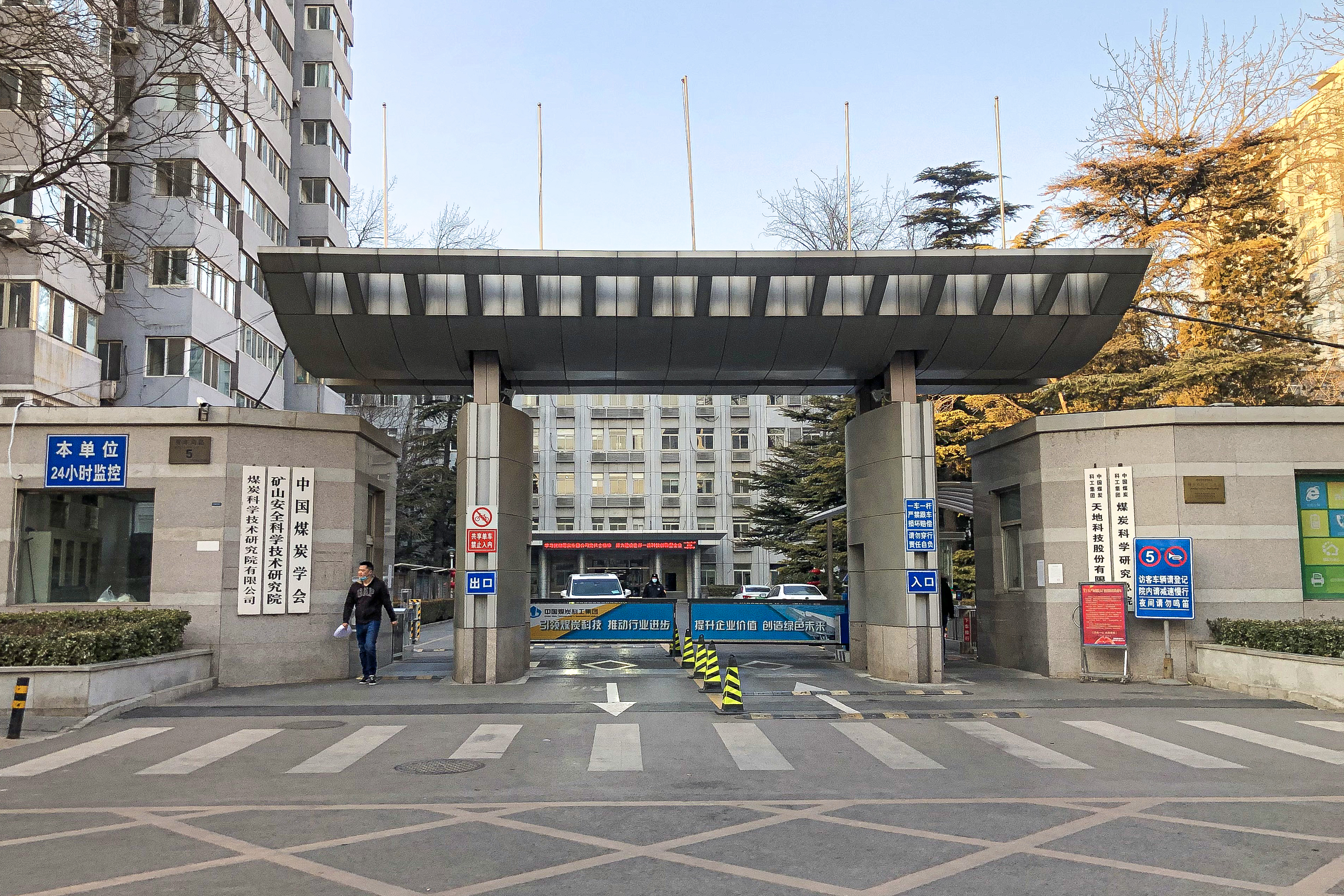
中国煤炭学会位于青年沟路5号院

中国煤炭学会（China Coal Society，缩写为CCS），简称中煤学会，是中华人民共和国煤炭科技工作者组成的全国性、学术性、非营利性社会团体，是中国科学技术协会主管的社会团体，1962年开始筹备，1979年在北京市成立。